# Michel Van Dessel
Jan Corneel Michel Van Dessel (Sint-Katelijne-Waver, 28 september 1927 - Duffel, 8 april 2018) was een Belgisch leraar en politicus voor de CVP.

## Levensloop
Van Dessel was de oudste in een gezin van tuinbouwers. Hij doorliep de Grieks-Latijnse humaniora aan het Sint-Romboutscollege in Mechelen. Hij promoveerde in 1952 tot licentiaat in de handels- en consulaire wetenschappen aan de Universiteit Antwerpen. Hij begon zijn loopbaan als medewerker op de studiediensten van de Belgische Boerenbond. In 1955 trouwde hij met Lydia Vervloet en ze kregen zeven kinderen. In 1958 werd hij leraar aan de Tuinbouwschool in Mechelen.
In 1960 werd hij voorzitter van de CVP-afdeling in Sint-Katelijne-Waver. In 1964 kende de partij bij de gemeenteverkiezingen een forse groei en verliet de oppositie om tot de bestuursmeerderheid te gaan behoren. Van Dessel werd gemeenteraadslid. In 1971 werd hij eerste schepen.
In 1976 werd een fusie doorgevoerd van Sint-Katelijne-Waver met Onze-Lieve-Vrouw-Waver. De CVP behaalde een meerderheid met 17 zetels op 25 en Van Dessel werd burgemeester. In 1982 verloor de partij drie zetels en Van Dessel nam ontslag als burgemeester en gemeenteraadslid.
In 1965 werd hij verkozen tot lid van de Kamer van volksvertegenwoordigers voor het arrondissement Mechelen en vervulde dit mandaat tot in 1981. In de periode december 1971-oktober 1980 zetelde hij als gevolg van het toen bestaande dubbelmandaat ook in de Cultuurraad voor de Nederlandse Cultuurgemeenschap, die op 7 december 1971 werd geïnstalleerd. Vanaf 21 oktober 1980 tot november 1981 was hij tevens korte tijd lid van de Vlaamse Raad, de opvolger van de Cultuurraad en de voorloper van het huidige Vlaams Parlement.
Hij was verder ook voorzitter van de Hoge Tuinbouwraad, bestuurder van het Landbouwfonds, voorzitter van de landbouwcommissie van Mechelen en erevoorzitter van de Koninklijke Harmonie 'De Verenigde Catharinavrienden'. 